# Трифторид-диоксид иода
Трифторид-диоксид иода — неорганическое соединение,
оксосоль иода и плавиковой кислоты с формулой IO2F3,
жёлтые кристаллы.

## Получение
- Реакция HOIOF4 и олеума.

## Физические свойства
Трифторид-диоксид иода образует жёлтые кристаллы.
Разлагается под действием прямых солнечных лучей или нагревании.
В парах, растворе или расплаве состоит из тримеров. Кристаллы образованы димерами.

## Химические свойства
- Разлагается при нагревании:

{\displaystyle {\mathsf {2IO_{2}F_{3}\ {\xrightarrow {97^{o}C}}\ 2IOF_{3}+O_{2}\uparrow }}}